# John Wilkins
John Wilkins FRS (Fawsley, 14 de fevereiro de 1614 — Londres, 19 de novembro de 1672) foi um filósofo natural, um dos fundadores do Colégio Invisível e um dos fundadores da Royal Society.
Wilkins era um polímata, embora não tenha sido um dos mais importantes inovadores científicos do período. Suas qualidades pessoais foram destacadas, e óbvias para seus contemporâneos, tendo sido, por exemplo, um dos fundadores da nova teologia natural compatível com a ciência de sua época. Ele é particularmente conhecido pela obra "An Essay Towards a Real Character, and a Philosophical Language" (em português, algo como "Um ensaio para um personagem real e uma linguagem filosófica"), de 1668, em que, entre outras coisas, ele propôs uma linguagem universal e um sistema integrado de medição, semelhante ao sistema métrico.
Wilkins morreu aos 58 anos, em 1672, na cidade de Londres, provavelmente a partir dos medicamentos usados para tratar suas pedras nos rins e paralisação da urina.

## Obras

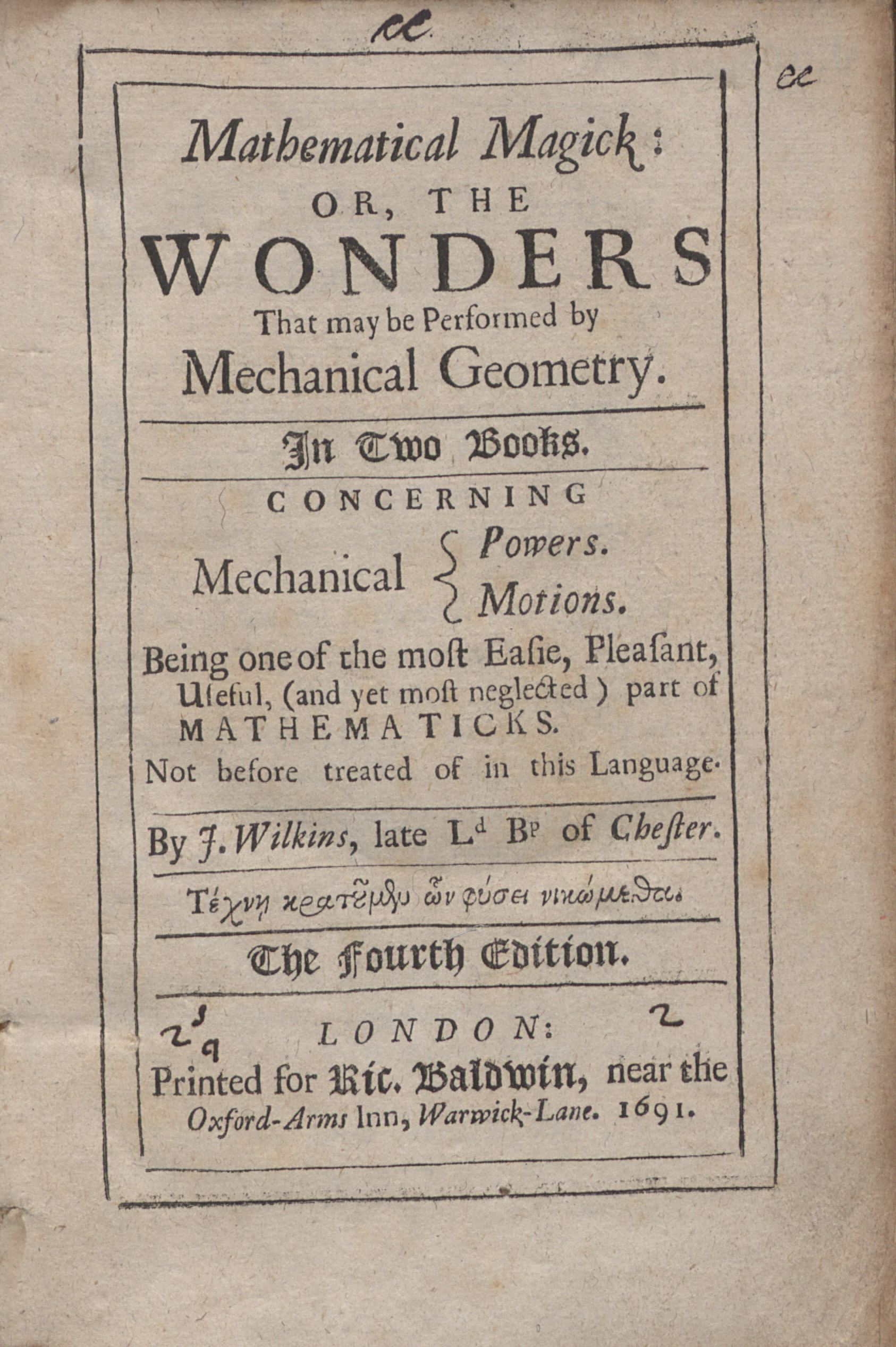
Mathematicall magick, 1691

Dentre suas diversas publicações constam:
- The Discovery of a World in the Moone (1638)[4][5]
- A Discourse Concerning a New Planet (1640)
- Mercury, or the Secret and Swift Messenger (1641), the first English-language book on cryptography
- Ecclesiastes (1646)
- Mathematical Magick (1648)
- A Discourse Concerning the Beauty of Providence (1649)
- A discourse concerning the gift of prayer: shewing what it is, wherein it consists and how far it is attainable by industry (1651)
- Vindiciae academiarum (1654), with Seth Ward
- An Essay towards a Real Character and a Philosophical Language, London, 1668, in which he proposes a new universal language for the use of natural philosophers.
- Of the Principle and Duties of Natural Religion, London: Archive, 1675.